# Cyonasua argentina
Cyonasua argentina es una especie extinta de prociónido del Mioceno superior de Sudamérica (hace 7,5 - 5 millones de años). En griego, su nombre significa "coatí-perro", porque tiene caracteres que se asemejan a los de los perros y los coatíes. Sus antepasados llegaron de Centroamérica saltando de isla en isla, posiblemente como los primeros emigrantes hacia el oeste del gran intercambio americano. Sus depredadores eran las aves del terror y marsupiales carnívoros. Evolucionó en Amphinasua y en Chapalmalania, parecido a un oso.